# Cephalodasys littoralis
Cephalodasys littoralis is een buikharige uit de familie Cephalodasyidae. Het dier komt uit het geslacht Cephalodasys. Cephalodasys littoralis werd in 1964 voor het eerst wetenschappelijk beschreven door Renaud-Debyser. 